# Schloss Neu Barenaue
Schloss Neu Barenau ist ein zweigeschossiges Schloss in Bramsche.

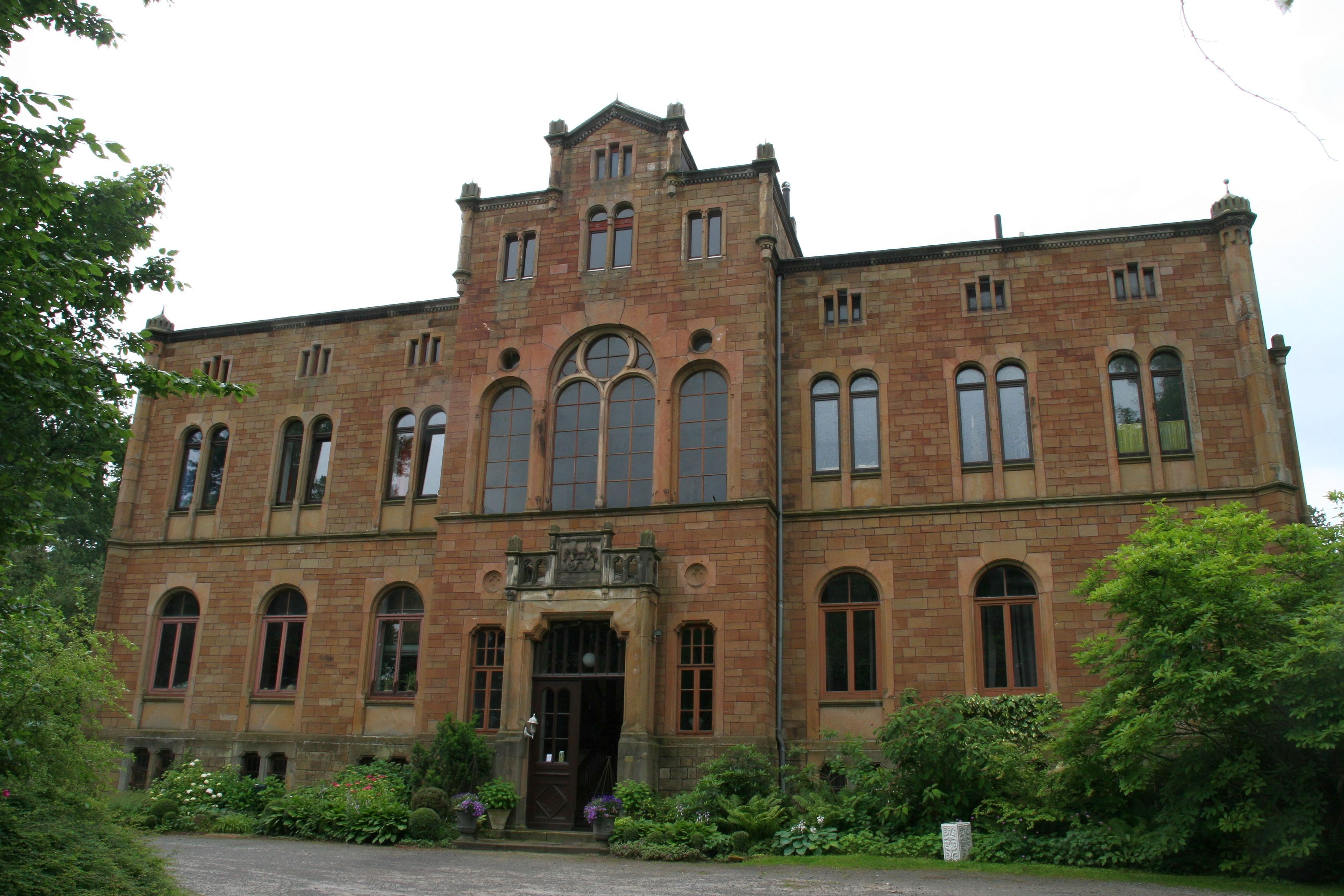
Schloss Neu Barenaue

Die Familie von Bar ließ das zweistöckige zweigeschossige Herrenhaus im neoromanischen Stil in den Jahren 1857 bis 1862 unterhalb des Kalkrieser Berges vom hannoverschen Architekten Hermann Hunaeus im englisch-herrschaftlichen Landhaus-Stil erbauen. Sie lebte zuvor in der Wasserburg Alt Barenaue, die sich heute auf der anderen Seite des Mittellandkanals befindet.

## Geschichte
Die Familie von Bar besaß eine Sammlung römischer Fundmünzen, die Bauern in der Umgebung gefunden hatten. Im Auftrag von Theodor Mommsen erfasste der Berliner Numismatiker Julius Menadier im Jahre 1884 1 Aureus, 179 Denare und 2 Asse. Mommsen vermutete daraufhin die Örtlichkeit der Varusschlacht in der Kalkrieser-Niewedder Senke am Kalkrieser Berg. Bei der Besetzung durch alliierte Truppen im Jahre 1945 ging die Sammlung verloren.

## Heutige Nutzung
Das Haus ist heute in sechs Einzelhaushalte unterteilt, die zum Teil von der Familie von Bar bewohnt werden. Zu den Sehenswürdigkeiten nahe dem Schloss zählt ein 2.000 m² großer, wildromantischer Garten mit einem alten Baumbestand, der nun privat genutzt wird.

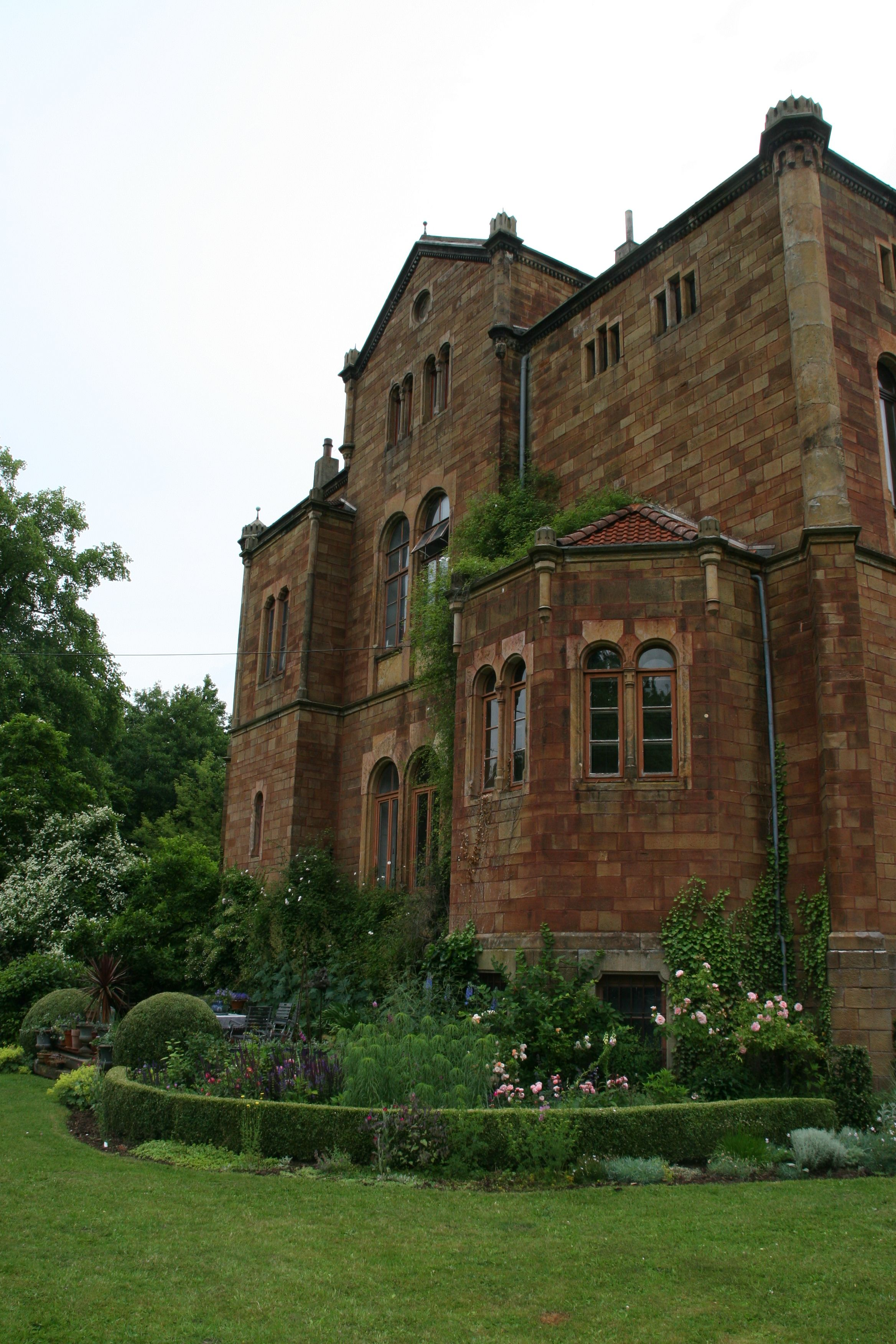
Schloss Neu Barenaue – Westseite mit Garten
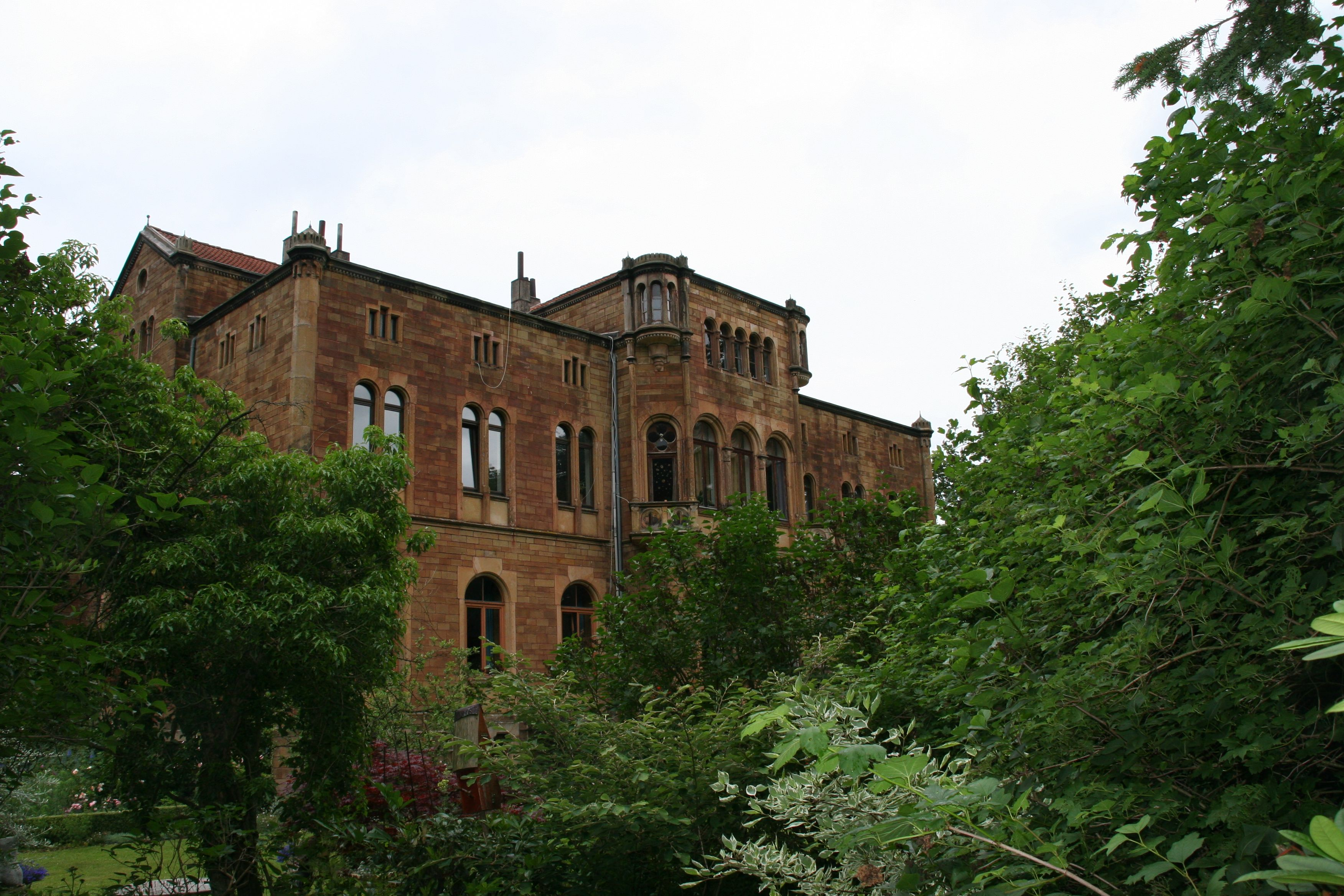
Schloss Neu Barenaue – Südseite

## Lage
- Anschrift: Barenaue 6, 49565 Bramsche